# Antichilenismo

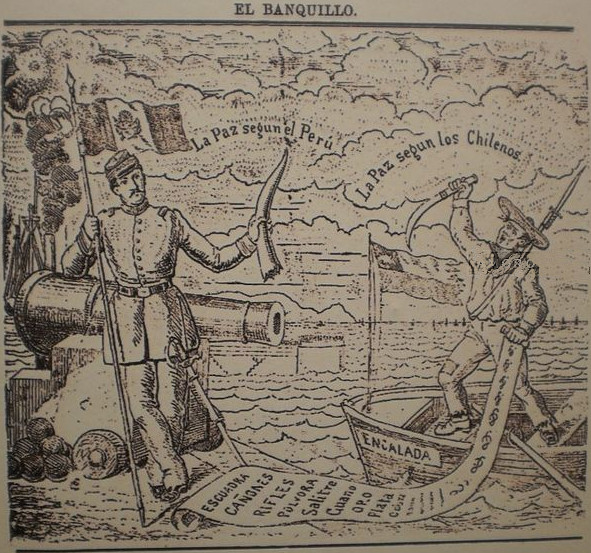
Caricatura peruana en donde es mostrada una visión despectiva del soldado chileno: pequeño, vociferante, mal vestido, mal armado, sobre pequeños barcos de madera. Por el contrario, el soldado peruano aparece fornido, bien vestido, seguro y tranquilo con sus poderosos cañones (1880).

El antichilenismo o sentimiento antichileno hace referencia a un fenómeno existente en algunas sociedades que consiste en un sentimiento de antipatía y odio hacia los chilenos, basado en prejuicios de tipo histórico, cultural y étnico, o fruto de conflictos bélicos, concepción que surgió durante el siglo XIX como consecuencia de su expansión territorial, o como respuesta al nacionalismo chileno.[cita requerida] La Real Academia Española define el término «antichileno» como «Contrario a Chile, a lo chileno o a los chilenos».
Se expresa como contratendencias en corrientes nacionalistas de países como Perú y Bolivia, y en menor medida como reacción contra la inmigración chilena o por motivos políticos en Argentina. Dentro de Chile, organizaciones indígenas regionalistas, movimientos independentistas y sociales muestran tendencias de antichilenismo.[cita requerida] Puede manifestarse de muchas formas, como odio, difamación o discriminación individuales, ataques de grupos nucleados con dicho propósito o la violencia policial o estatal.[cita requerida]

## Historia
Los términos «antichilenismo», «sentimiento antichileno» y «chilenofobia» tienen diferentes usos en cada aspecto ya mencionado pero principalmente cumplen con la meta de mostrar hostilidad hacia todo lo que sea «chileno» o relacionado con Chile. Algunos conflictos que pueden interpretarse como precedentes al sentimiento antichileno:
- Intervenciones militares chilenas en asuntos relacionados con Perú como las guerras de independencia, la invasión a la Confederación Perú-Boliviana, las disputas fronterizas de Atacama y especialmente la guerra del Pacífico,[2] de la que Chile salió ganador y además dejó a Bolivia sin salida al mar.
- Las constantes disputas fronterizas entre Chile y Argentina en la región de la Patagonia. Además, los acontecimientos que ocurrieron durante el conflicto del Beagle en 1978 y el apoyo diplomático y logístico chileno al Reino Unido durante la guerra de las Malvinas.[3]

## Por país

### Argentina
En Argentina existe un antiguo prejuicio racista antichileno, que se remonta al siglo XIX pero que ha perdurado en el tiempo ante las supuestas diferencias étnicas de ambos países, destacándose en ese sentido la influyente pero cuestionable obra de Estanislao Zeballos, vinculando el antichilenismo también con el rechazo de la población mapuche en la Patagonia, apoyada y promovida por la élite rioplatense, logrando una fuerte inserción aún en nuestros días. El prejuicio antichilenista en Argentina se corresponde con el prejuicio antiargentino en Chile.
En la actualidad, el prejuicio antichileno en provincias fronterizas como Neuquén, «lejos de desaparecer o atenuarse, se ha mantenido constante y se ha difundido entre los sectores populares». Este prejuicio social se manifiesta en sentimientos de rechazo hacia los inmigrantes chilenos, vistos por una gran parte de la sociedad neuquina como «peligrosos», «saqueadores» de los puestos de trabajo argentinos, «aprovechadores» de los servicios de salud, educación y vivienda que brinda el Estado argentino, o como «responsables» de la inseguridad existente.
El antichilenismo en Argentina fue alentado por los altos mandos militares durante el Proceso de Reorganización Nacional. El general argentino Luciano Benjamín Menéndez fue un destacado defensor de la guerra contra Chile durante el conflicto del Beagle y fue conocido por su discurso agresivo y vulgar contra los ciudadanos de dicho país. Otro elemento que reforzó el antichilenismo en Argentina fue el apoyo brindado por el general Augusto Pinochet y su dictadura a Reino Unido durante la guerra de las Malvinas, lo cual es calificado por los argentinos como una traición. Finalmente, el rechazo unilateral de Argentina a un laudo arbitral que daba la razón a Chile en la disputa fronteriza en la zona del canal del Beagle 
En el siglo XIX sucedieron otros conflictos, como en la guerra hispano-sudamericana (1865-1866), donde Argentina suministró y apoyó a España, la puja durante la expansión de ambos países hacia la Patagonia cerradas en Tratado de 1881 entre Argentina y Chile, cuando Chile estaba inmersa en la guerra del Pacífico; como el caso Baltimore de 1891, donde Argentina apoyó a EE. UU. En esa época la élite argentina había empezado a desarrollar una mirada racista, según la cual veían a «los españoles y a ellos mismos como miembros de una raza común, en contraste a la gente de los países vecinos a la Argentina, vista como incivilizada, quienes fueron considerados por muchos argentinos como étnicamente inferiores». Rechazando de esta forma la incómoda realidad de su población mayoritaria  La cual según diversas fuentes como Latinobarómetro, indican que la población de ambos países predomina la etnia blanca.

### Bolivia
El presidente Hilarión Daza ordenó el impuesto de los 10 centavos, más adelante el gobierno boliviano, al igual que el Perú, expulsó a ciudadanos chilenos a su país en 1879, hechos que generaron la guerra del Pacífico. Fue adoptada la Bandera de la Reivindicación Marítima en 1966 y compuesto el Himno al Litoral en 1979. El himno chileno es abucheado en Bolivia, previo a los partidos de fútbol entre las selecciones absolutas.
En 2006, el presidente Evo Morales (2006-2019) reinicia el tema de una salida al mar soberana para Bolivia con una demanda ante la Corte Internacional de Justicia en 2013 y calificó a Chile como el «Israel latinoamericano» en 2015. Promulgó la Constitución de Bolivia de 2009, que incluye un capítulo sobre la reivindicación marítima. Creó la Dirección Estratégica de Reivindicación Marítima en 2011, que instó en 2012 a todos los medios de comunicación a iniciar y terminar sus emisiones con el Himno al Litoral para «fortalecer la conciencia marítima del país en retornar, nuevamente, a las costas del Océano Pacífico, con los que nació Bolivia a la vida independiente». Durante una cumbre del Grupo de los 77 realizada en Santa Cruz de la Sierra en 2014, el gobierno boliviano regaló a los asistentes un reloj de escritorio con la forma de Bolivia que incluía el antiguo Departamento del Litoral, actual Chile. El canciller boliviano, David Choquehuanca, mencionó: «Nos tiene que recordar que nuestro mar es irrenunciable. Tenemos que recordar eso todos los días, todas las horas, todos los minutos».
En 2022, el abogado chileno José Rodríguez señaló: «La cosa es compleja para los bolivianos, que no están lanzados en esta beligerancia antichilena de Evo Morales. Hay dos grandes grupos históricos en Bolivia: los recuperacionistas, que son los que quieren una pelea a como dé lugar y los pragmáticos, que quieren tener una gran negociación con Chile mientras se desarrollan», y el diputado boliviano José Manuel Ormachea, refiriéndose al exvicepresidente Álvaro García (2006-2019), comentó: «¿Cómo puede alguien que odia a Chile ser el gurú del presidente de Chile?», ya que Gabriel Boric lo reconoció como su referente político-intelectual.

### Perú

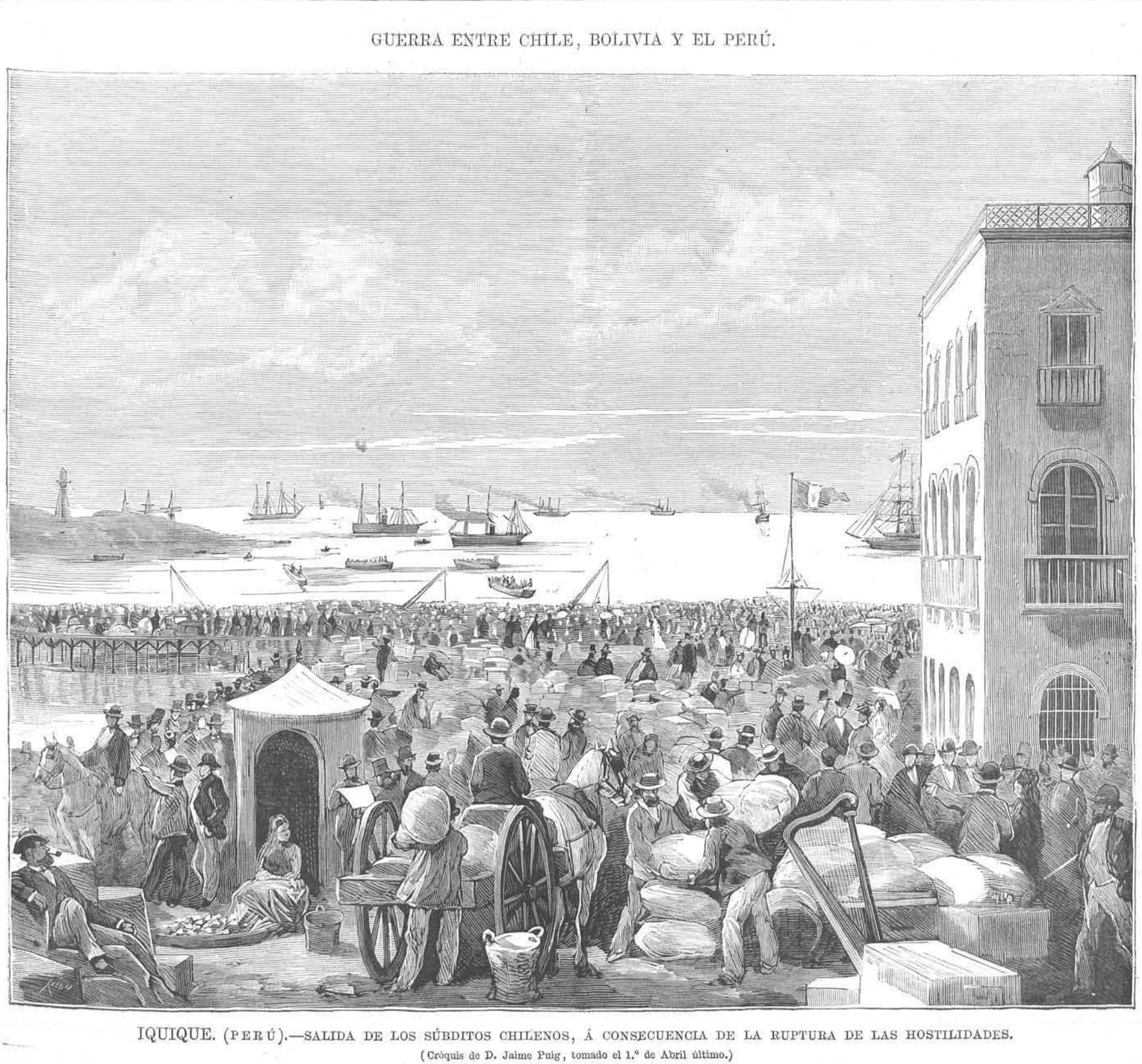
Chilenos expulsados por orden de los gobiernos peruano y boliviano en el puerto de Iquique esperando la próxima nave que los lleve a Chile (1879).

Comenzada la Guerra del Pacífico en 1879, Perú cambió el nombre "chilena" de la "marinera" —su baile nacional desde 1986—. El gobierno peruano expulsó a los ciudadanos chilenos de sus tierras en 1879, la cuestión por la soberanía de Tacna y Arica el presidente Augusto Leguía utilizaba el término «Provincias Cautivas» a favor de ganar para el Perú a los pobladores de las provincias disputadas. Posteriormente, la ocupación de Lima y de la provincia de Tacna por parte de los soldados chilenos, acrecentó el sentimiento antichileno en esas zonas.
La derrota en la guerra arraigó un fuerte sentimiento antichileno en gran parte de la sociedad peruana y Perú se vio sumido en una etapa de inestabilidad y atraso que, según muchos autores, llegó a poner en cuestión su propia viabilidad como país durante el periodo Reconstrucción Nacional (1883-1895). Cada 8 de octubre, es conmemorado el combate naval de Angamos (1879) con un feriado nacional, cuando falleció Miguel Grau, reconocido como el «héroe máximo del Perú». De 1968 a 1980 durante el Gobierno Revolucionario de la Fuerza Armada, el general Juan Velasco volvió a emplear el término provincias cautivas para referirse a los territorios que hoy comprenden las regiones chilenas de Arica y Parinacota y Tarapacá.
En 2006, el comandante general del Ejército del Perú, Edwin Donayre, mencionó «He dado la consigna que chileno que entra [en Perú] ya no sale, saldrá en cajón. Si no hay suficientes cajones, saldrán en bolsas de plástico», provocando la risa de los presentes. El entonces candidato a la presidencia del Perú Ollanta Humala dio un discurso que en Chile fue calificado como antichileno. La técnica del fútbol conocida por los hispanohablantes como «chilena», en Perú es llamada «chalaca». El himno chileno es abucheado en Perú, previo a los partidos de fútbol entre las selecciones absolutas. En 2017, la selección peruana de fútbol celebró su clasificación a la Copa Mundial de 2018 con el grito: «¡El que no salta es un chileno!» iniciado por Christian Cueva, ya que la selección chilena es considerada allí como su «máximo rival» y fue lo más gritado por sus hinchas. La Razón es reconocido como el «diario más antichileno de Perú», fundado como parte de la prensa chicha.

### Otros
En Suecia, los inmigrantes latinoamericanos, que mayormente son chilenos, son llamados despectivamente por algunos grupos como black heads (cabezas negras, en inglés), debido a su cabello oscuro distinto al rubio común. En Estados Unidos, durante la fiebre del oro de California, los chilenos experimentaron un alto grado de sentimiento antichileno por parte de los mineros estadounidenses. Los mineros chilenos generalmente eran hostigados y, en ocasiones, atacados violentamente en las calles.

## Terminología antichilena

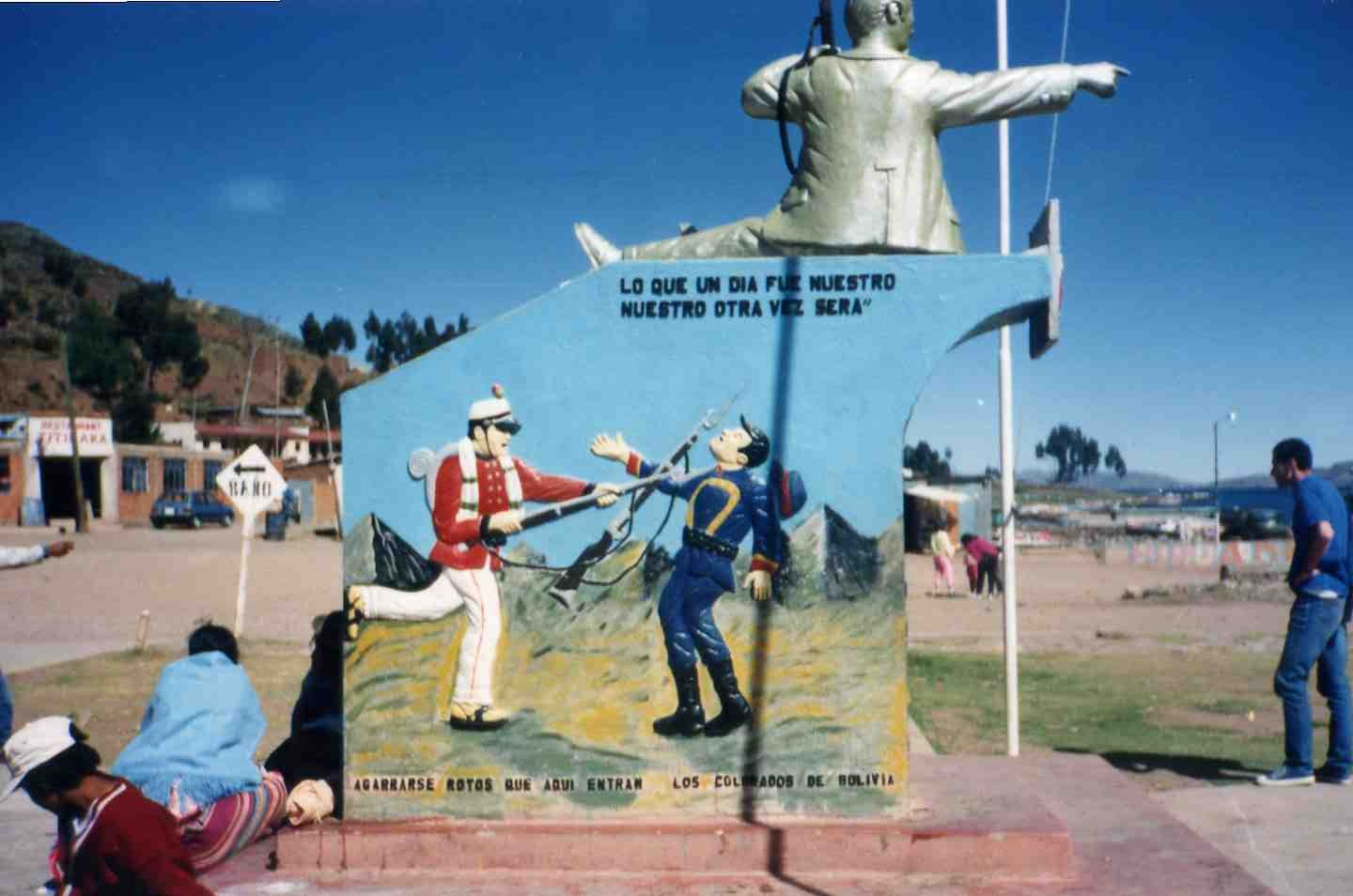
Ejemplo de las expresiones del irredentismo boliviano sobre las pérdidas territoriales en la guerra del Pacífico. En el mural aparece representado un soldado boliviano asesinando a uno chileno y está escrito: «Lo que una vez fue nuestro, será nuestro una vez más».

En Argentina, la palabra chilote es el término degradante para los chilenos, normalmente un chilote es un habitante del archipiélago de Chiloé (en Chile), pero en Argentina la palabra ha sido recogida para describir a cualquier chileno. Otro término despectivo es chileno punga, porque muchos carteristas chilenos son capturados principalmente en el metro de Buenos Aires.[cita requerida] Un término utilizado recientemente por los argentinos de manera despectiva es el de chileno traidor, derivado del apoyo que Chile brindó al Reino Unido contra la Argentina en la guerra de las Malvinas.
En Perú y Bolivia, la palabra roto ("jirones") se usa para referirse desdeñosamente a los chilenos. El término roto se aplicó por primera vez a los invasores españoles en Chile, que estaban mal vestidos y preferían utilizar la fuerza militar por sobre el intelecto y el diálogo. En el uso moderno, roto es un término ofensivo utilizado para menospreciar a los maleducados o aquellos a quienes el hablante desea asociar con los mal educados.
Incluso en Chile el término "roto" es usado por chilenos de clase alta para referirse despectivamente a los chilenos de estatus social inferior, así como también para cualquier persona de poca educación y modales vulgares. Por tanto, en Chile, el término "roto" no tiene connotación xenófoba, sino más bien "clasista".
«Chilenos rotos» luego se usó para referirse a clases bajas "rotas y empobrecidas" (generalmente campesinos). El término se aplicó por primera vez a los chilenos durante la guerra contra la Confederación Perú-Boliviana; específicamente, los soldados chilenos del ejército unido restaurador recibieron el nombre de los soldados confederados peruanos porque la mayoría de militares chilenos eran de un estrato social muy pobre inclusive peor al de los voluntarios peruanos anticonfederación. El término más tarde fue utilizado por los mismos chilenos en alabanza a los soldados conscriptos de la época de la guerra del Pacífico, para indicar la determinación a pesar de la adversidad.

## Actualidad
En Perú el término "roto" cayó en desuso principalmente por la mejora de las relaciones entre este país y Chile desde el fallo de La Haya. Por otro lado el etnocacerismo es una ideología que se autodeclara indigenista y antichilena.
Por el contrario, en Bolivia el antichilenismo se expandió debido a las crisis diplomáticas por una posible salida al mar con soberanía a favor de Bolivia. En el caso de Argentina, la relación bilateral se muestra con alto grado de bipolaridad, ya que a pesar de los continuos recordatorios por parte de los argentinos de la "Cuestión Malvinas" y las reivindicaciones de los chilenos de su accionar favorable al Reino Unido, en los últimos años existieron gestos de entendimiento entre ambos países, como ser la ayuda del pueblo argentino ante situaciones de desastre en territorio chileno. Asimismo, en el año 2011 el entonces presidente chileno Sebastián Piñera emitió un discurso por el cual expresaba su total apoyo a la Argentina en la negociación ante la ONU por la soberanía sobre Malvinas.  Este discurso, fue ratificado un año más tarde, generando división en las clases políticas.

## Prochilenismo
Es la calificación en el extranjero para la actitud propicia hacia lo chileno. Página Siete es considerado como un diario prochileno en Bolivia. En 1835, hubo un intento de las provincias de Mendoza y San Juan en Argentina de incorporarse a Chile. El de Alberto Fujimori (1990-2000) es considerado como el «gobierno más prochileno de Perú». La reina Isabel II del Reino Unido (1952-2022) admiraba a Chile, al que le hizo varios regalos e invitó a la Escuadra Ecuestre Palmas de Peñaflor al Castillo de Windsor para realizar una presentación privada en 2016, representante de la chilenidad. Es realizado anualmente el Chile Day en Londres. Es además importante destacar las estrechas relaciones exteriores entre Chile y Ecuador ya que ambos se convirtieron en aliados gracias a sus conflictos limítrofes surgidos durante el siglo XX con Perú.